# Quentin Dujardin
Quentin Dujardin (Dinant, 17 november 1977) is een Belgische componist en gitarist. Hij is klassiek geschoold, maar maakt composities die sterk beïnvloed zijn door jazz en wereldmuziek.
In 2008 maakte Freddy Mouchard een documentaire over Dujardin en zijn reizen door de wereld. Zijn album Veloma bevat de soundtrack van deze documentaire.
Tijdens het componeren van de soundtrack voor de film Compostelle, le chemin de la vie' leerde hij de Belgisch-Galicische  zangeressen van Ialma kennen, die het nummer ‘Compostela’ zingen op zijn album ‘Le Silence des Saisons. Dujardin werkte vervolgens mee aan Ialma's project Camino.

## Discografie

### Albums
- 2014 Le Silence des saisons
- 2012 Distances
- 2010 Impressionniste
- 2008 Veloma
- 2006 Vivre
- 2004 Khamis
- 2002 La fontaine de gore

### Soundtracks (selectie)
Dujardin componeerde de muziek voor verschillende films en documentaires.
- 2015 Compostelle, le chemin de la vie (regie: Freddy Mouchard)
- 2015 Etre (regie Fara Sene)
- 2014 Des choses à dire (regie Pierre Schonbrodt)
- 2013 Ma forêt (regie Sébastien Pins)
- 2013 Al Karama, la révolution de la dignité (regie Pierre-Arnaud Perrouty en Pierre Schonbrodt)
- 2013 Les coulisses suisses de la guerre d'Algérie regie Pierre-André Thiébaud)

- International Standard Name Identifier: 0000 0004 6172 8791
- MusicBrainz: 21fc07cc-fd69-41f2-8f35-01cd48b22eab
- Virtual International Authority File: 21147602546757641931